# Aytaç Yalman
Aytaç Yalman (29 de julio de 1940-15 de marzo de 2020) fue un general turco.

## Carrera
Fue comandante del ejército turco (2002-2004) y anteriormente comandante general de la Gendarmería de Turquía (2000-2002). Fue comisionado en una unidad de artillería que desplegaba obuses M114 155 mm, y durante el resto de su carrera por debajo del rango de coronel, sirvió y comandó unidades de misiles balísticos MGR-1 Honest John. Sirvió como oficial de posición de arma y como oficial de dirección de fuego en un regimiento táctico de misiles balísticos superficie-superficie en la década de 1970. Más tarde dirigió una división de infantería. Se retiró en 2004 debido al límite de edad del ejército.
Según el General Levent Ersöz, fue Yalman quién informó al Jefe de la Plana Mayor Hilmi Özkök de la membresía de figuras militares clave de Ergenekon. En 2012, Yalman habló sobre su función en impedir el plan de golpe "Sledgehammer" en 2003.
En 2008, Yalman escribió el libreto para "Şehitler Oratoryosu" (Oratorio para los Mártires).

## Fallecimiento
Falleció durante la pandemia global de 2019-2020 tras dar positivo en las pruebas de coronavirus a causa de las complicaciones respiratorias provocadas por el COVID-19 el 15 de marzo de 2020, a los 79 años. El fallecimiento de Yalman fue anunciado por el jefe médico de la Academia Médica MIlitar Gülhane (GATA) y confirmado por el ministro de salud de Turquía Fahrettin Kocael el 19 de marzo de 2020.

## Cargos desempeñados
- Oficial de puesto de mando para el pelotón de obuses M114 155 mm 1961-62
- Oficial de posición de arma para pelotón de obuses M114 155 mm 1962-63
- Asistente del oficial de bomberos de la compañía de obuses M114 155 mm 1963-64
- Segundo comandante de la compañía de la Compañía de fusileros de infantería (accesorio de infantería obligatorio de 6 meses) 1964
- Capitán de batería (BK) de una batería de obuses M114 155 mm 1964-1966
- Oficial de posición de arma para el pelotón de misiles balísticos MGR-1 Honest John 1966-68
- Asistente del Oficial de Dirección de Tiro de una batería de misiles balísticas MGR-1 Honest John 1968-1970
- Oficial de Dirección de Tiro de una batería de misiles balísticos MGR-1 Honest John 1970-71
- Comandante de batería de una batería de obuses M114 155 mm 1971-73
- Comandante de batería de una batería de misiles balísticos MGR-1 Honest John 1973-1975
- Oficial Ejecutivo (XO) del Batallón de Guardias de Fronteras de Gendarmería (en derecho de retención) 1975-77
- Oficial Ejecutivo (XO) del Regimiento de Misiles Balísticos Tácticos MGR-1 Honest John 1977-80
- Comandante del MGR-1 Regimiento de misiles balísticos MGR-1 Honest John 1980-1983
- Instructor adjunto en la Facultad de cohetería y misiles de la Escuela de Artillería TSK 1983-1985
- Comandante de la Brigada de Artillería de Campo, 2.º Cuerpo 1985-1988
- Oficial Ejecutivo (XO) de la 39.ª División de Infantería 1988-1990
- Comandante de la 28 División de Infantería 1990-1993
- Director de Estado Mayor, 5.º Cuerpo (Tekirdag) 1993-1995
- Chief Staff Officer (Heavy Firepower) en el Cuartel General del Alto Mando 1995-1996
- Comandante del Noveno Cuerpo (Elazig), 1996-1998
- Comandante del Segundo Ejército 1998-2000
- Comandante del Comando General de la Gendarmería 2000-2002
- Comandante de las fuerzas terrestres turcas 2002-2004